# Pseudoromicia
Pseudoromicia — рід рукокрилих ссавців із родини лиликових. Усі види цього роду проживають у Африці на південь від Сахари. Раніше ці види класифікували у складі роду Neoromicia.

## Види
- Pseudoromicia brunnea
- Pseudoromicia isabella
- Pseudoromicia kityoi
- Pseudoromicia mbamminkom
- Pseudoromicia nyanza
- Pseudoromicia principis
- Pseudoromicia rendalli
- Pseudoromicia roseveari
- Pseudoromicia tenuipinnis